# Альбенис, Педро
Педро Альбенис (14 апреля 1795 — 12 апреля 1855) — испанский композитор и пианист. Музыкальный педагог.

## Биография
Сын композитора и органиста Матео Альбениса, у которого получил первые уроки музыки.
Продолжил образование в Париже, где учился у выдающихся музыкальных педагогов и консультировался у Дж. Россини.
Вернувшись в Испанию, с 1830 года служил органистом в церкви Санта-Марии в Доностия-Сан-Себастьяне. Позже стал профессором в Королевской консерватории Мадрида.
Одновременно — с 1839 года первый органистом королевской капеллы Мадридского двора, а также личный учитель игры на фортепиано королевы Изабеллы II.
Был рыцарем Королевского испанского ордена Карлоса III и испанского ордена Изабель ла Католики в 1843 году и почетным секретарем Королева Елизавета II в 1847 году.

## Творчество
По мнению специалистов, Педро Альбенис был посредственным композитором, который запомнился, главным образом, 70-ю фортепианными пьесами, хорами и несколькими песнями. Самое важное его наследие —методология игры на пианино (Мадрид, 1840), которая преподавалась в Мадридской консерватории до середины XIX-го века.

## Музыкальное творчество
- Фантазия на мотивы оперы «Набукко» Джузеппе Верди , для двух фортепиано, соч. 36
- Фантазия на мотивы оперы Джузеппе Верди «Аттила» , для фортепиано в четыре руки, соч. 36.
- Фантазия на мотивы оперы «Эрнани» Джузеппе Верди , для фортепиано в четыре руки, соч. 36.